# Aneflus humeralis
Aneflus humeralis là một loài bọ cánh cứng trong họ Cerambycidae.